# Tullio Abbate
Pour les articles homonymes, voir Abbate.
Tullio Abbate (15 juillet 1944 - 9 avril 2020) est un pilote de bateau de course italien, et constructeur de bateau runabout et de yacht de luxe à son nom, de Tremezzina sur le lac de Côme en Lombardie en Italie,,.

## Historique
Tullio Abbate naît en 1944 à Tremezzina sur le lac de Côme près de Milan, aîné des trois enfants du constructeur de bateaux Guido Abbate, qui lui transmet sa passion familiale de la vitesse sur l’eau.

### Compétition

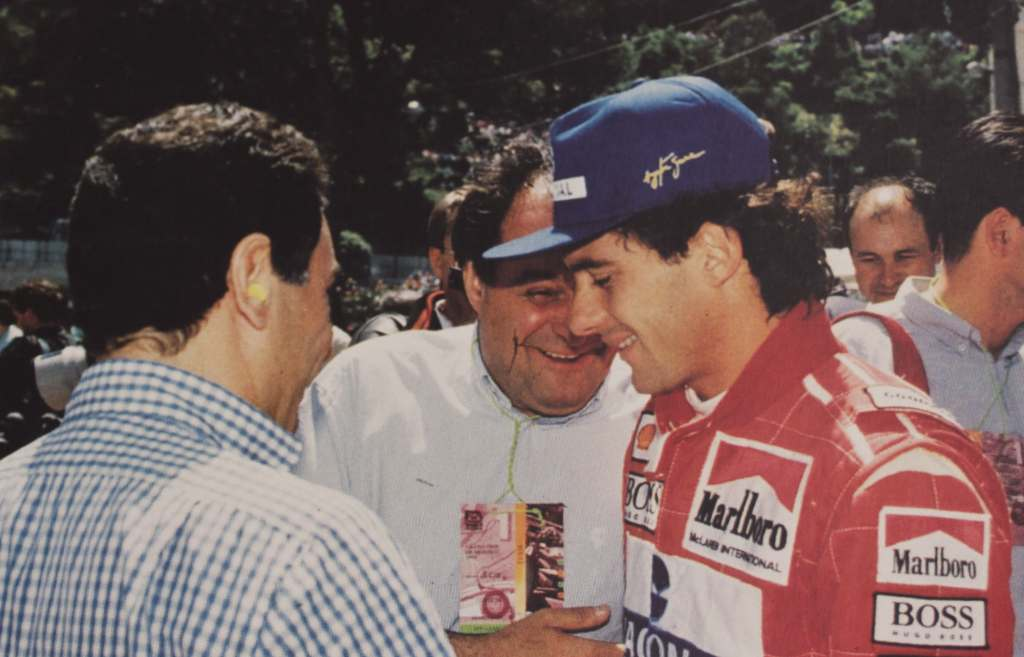
Avec Ayrton Senna dans les années 1980, au Grand Prix automobile de Monaco.

Il travaille dans l'entreprise familiale dès l'âge de 14 ans, et fait ses débits en compétition comme pilote de course motonautique international dès l'âge de 16 ans, en 1960, en côtoyant les pilotes champions de Formule 1 de l'époque, dont Jim Clark et Jackie Stewart... Il remporte plus de 250 victoires en course, et nombreux records de vitesse, avec des bateaux de course de sa propre conception de type Ferrari Arno XI, avec entre autres le modèle hydroptère « Tullio Abbate Laura I » conçu par son père, à moteur 8 cylindres de Formule 1 Alfa Romeo 159 (F1), championne du monde de Formule 1 1951 avec Juan Manuel Fangio, et record du monde de vitesse sur l'eau 1952 à une moyenne de 226 km/h,...

### Bateaux Tullio Abbate

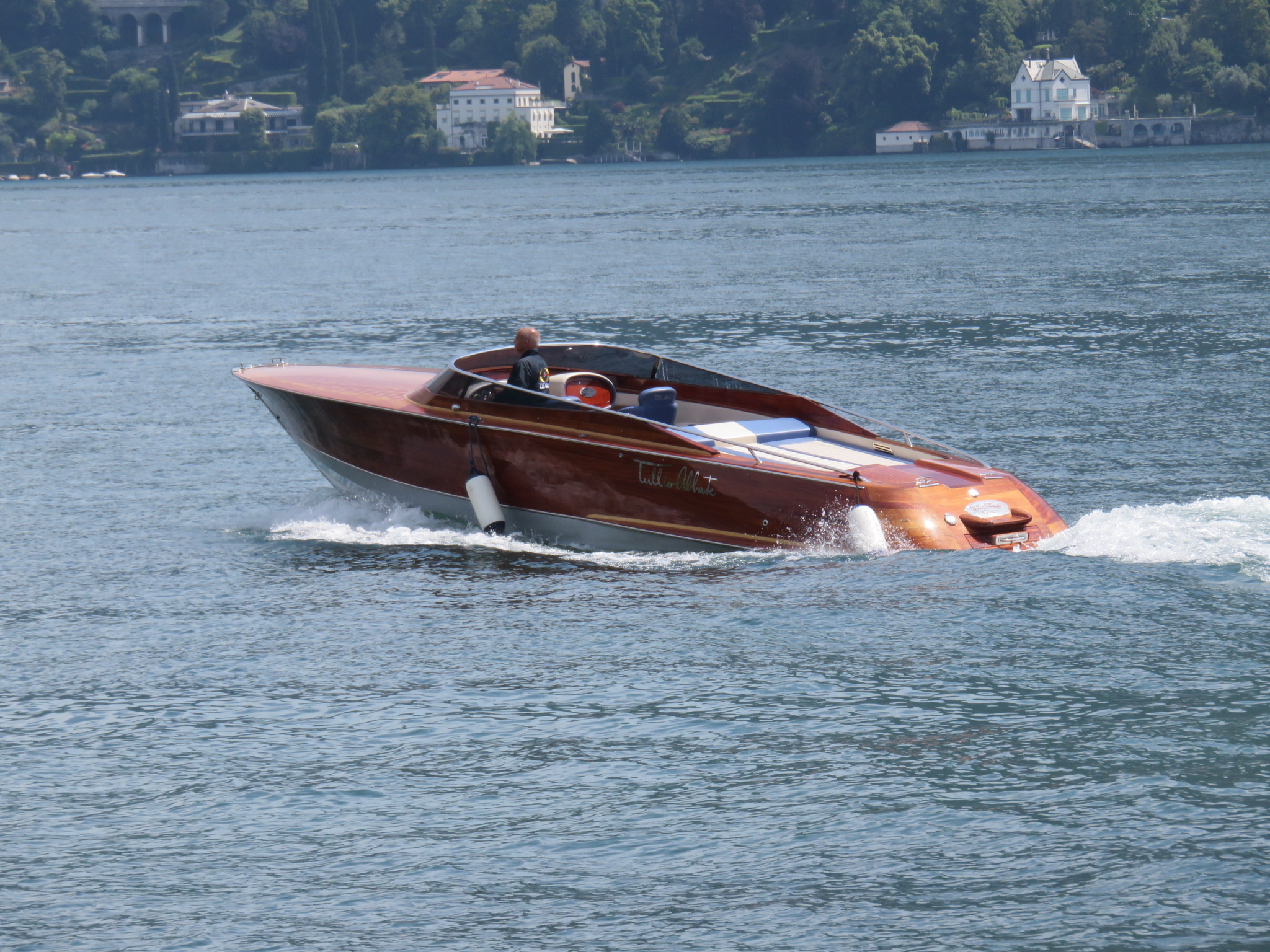
Tullio Abbate Villa d'Este sur le lac de Côme

Il fonde son propre chantier naval à Mezzegra sur le lac de Côme en 1969, en face de celui de Tremezzo de son père (à qui il succède en 1975). Il développe l’entreprise familiale en particulier avec des bateaux runabout et yachts de compétition et de série,, produits à environ 300 unités par an, inspirés des marques mythiques Hacker-Craft, Chris-Craft, Riva de Carlo Riva, et autres Ferrari Arno XI, et fabriqués de façon artisanale, en alliant traditions, innovations, hautes performances, luxe, et hautes technologies, réalisés en fibre de verre, acajou verni, chrome... (en partenariat avec la société Italdesign du designer italien Giorgetto Giugiaro) et motorisés par des moteurs Alfa Romeo, Porsche, Lamborghini, ou Ferrari.
Tullio Abbate disparaît le 9 avril 2020 à l'âge de 75 ans à l'hôpital San Raffaele de Milan, de la maladie à coronavirus 2019, après avoir fabriqué 8500 bateaux Tullio Abbate en près de 40 ans de carrière.